# Antirrhinum mollissimum
Antirrhinum mollissimum är en grobladsväxtart som först beskrevs av Carlos Pau, och fick sitt nu gällande namn av Werner Hugo Paul Rothmaler. Antirrhinum mollissimum ingår i släktet lejongapssläktet, och familjen grobladsväxter. Inga underarter finns listade i Catalogue of Life.